# Todolella
Todolella è un comune spagnolo di 138 abitanti situato nella comunità autonoma Valenciana.